# Lesjöfors
Lesjöfors er et byområde i Filipstads kommun i Värmlands län i Sverige. I 2010 var indbyggertallet 1.062.